# 임자 화산 지석묘
임자 화산 지석묘는 전라남도 신안군 임자면 이흑암리에 있다. 2000년 1월 31일 신안군의 향토유적 제2호로 지정되었다.

## 개요
지석묘 3기가 있고, 일명 개구리돌이라고 불리는 상석은 6.25전쟁 당시 깨졌다고 하는데 흔적을 확인할 수가 없다.